# Oregon Dunes National Recreation Area
Pour les articles homonymes, voir Dune (homonymie).
L'Oregon Dunes National Recreation Area est une zone récréative américaine, classée National Recreation Area, en Oregon. Créée le 23 mars 1972, elle protège 127,74 km2 dans les comtés de Coos, Douglas et Lane. Elle est administrée par le Service des forêts des États-Unis.

## Description
Les dunes de l'Oregon sont une zone unique de sable balayée par les vents. Il s’agit de la plus grande étendue de dunes de sable côtières en Amérique du Nord et de l’une des plus grandes étendues de dunes de sable tempérées du monde, certaines dunes atteignant 45 mètres au-dessus du niveau de la mer. Elles sont le produit de millions d'années d'érosion causée par le vent et la pluie sur la côte de l'Oregon. La zone de loisirs nationale d’Oregon Dunes propose de nombreuses activités de loisirs, notamment l’utilisation de véhicules tout terrain, la randonnée, la photographie, la pêche, le canoë-kayak, l’équitation et le camping.

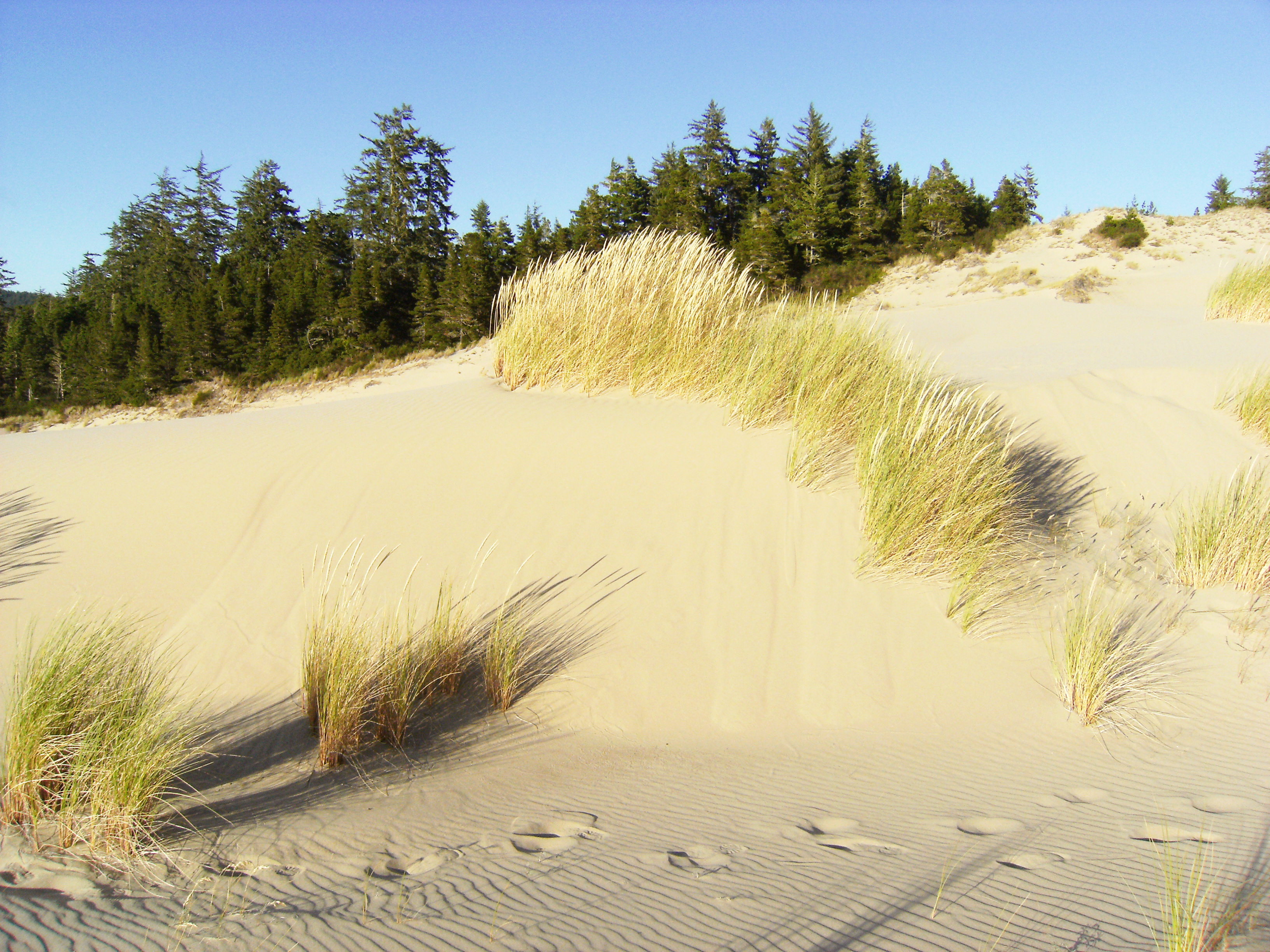
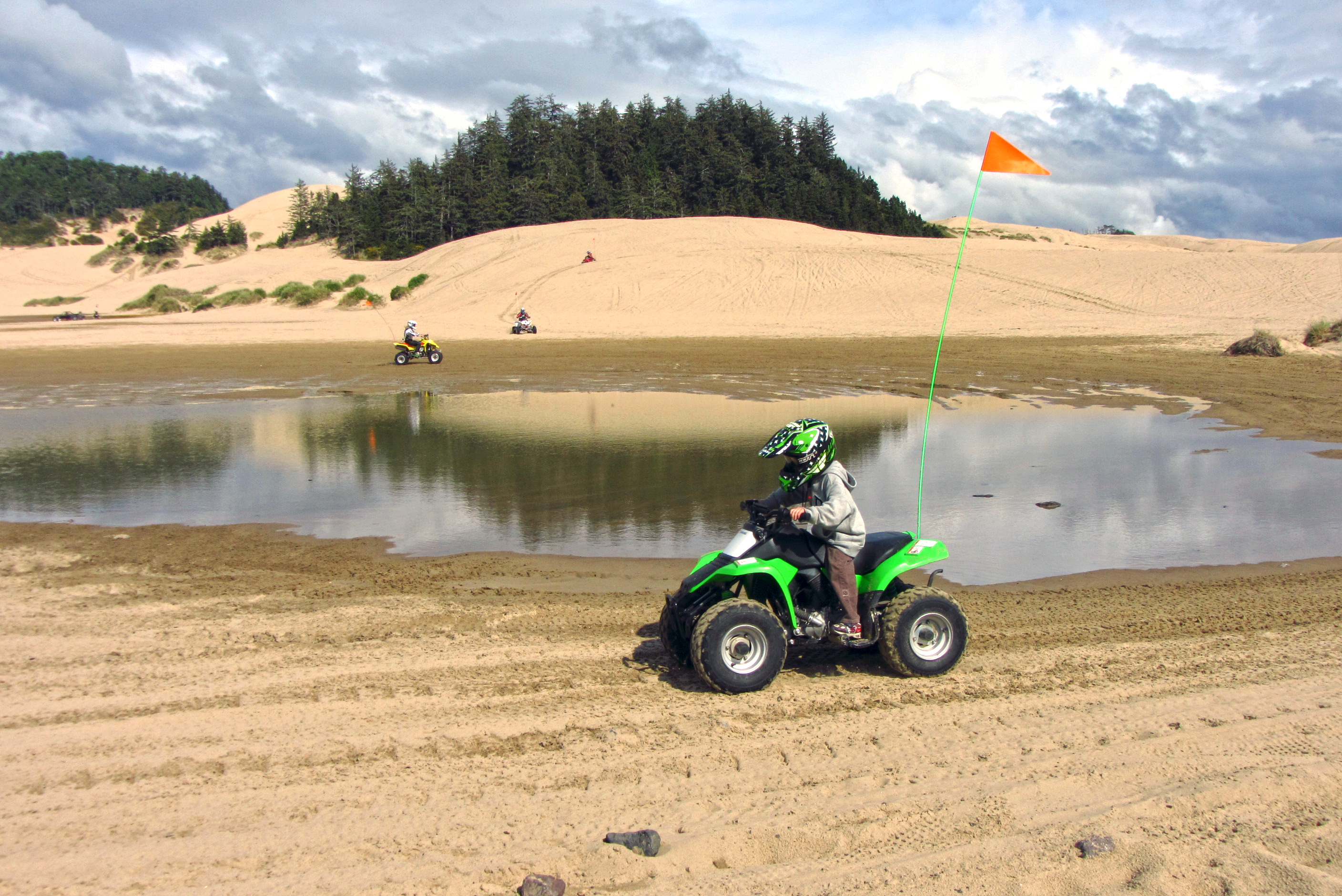
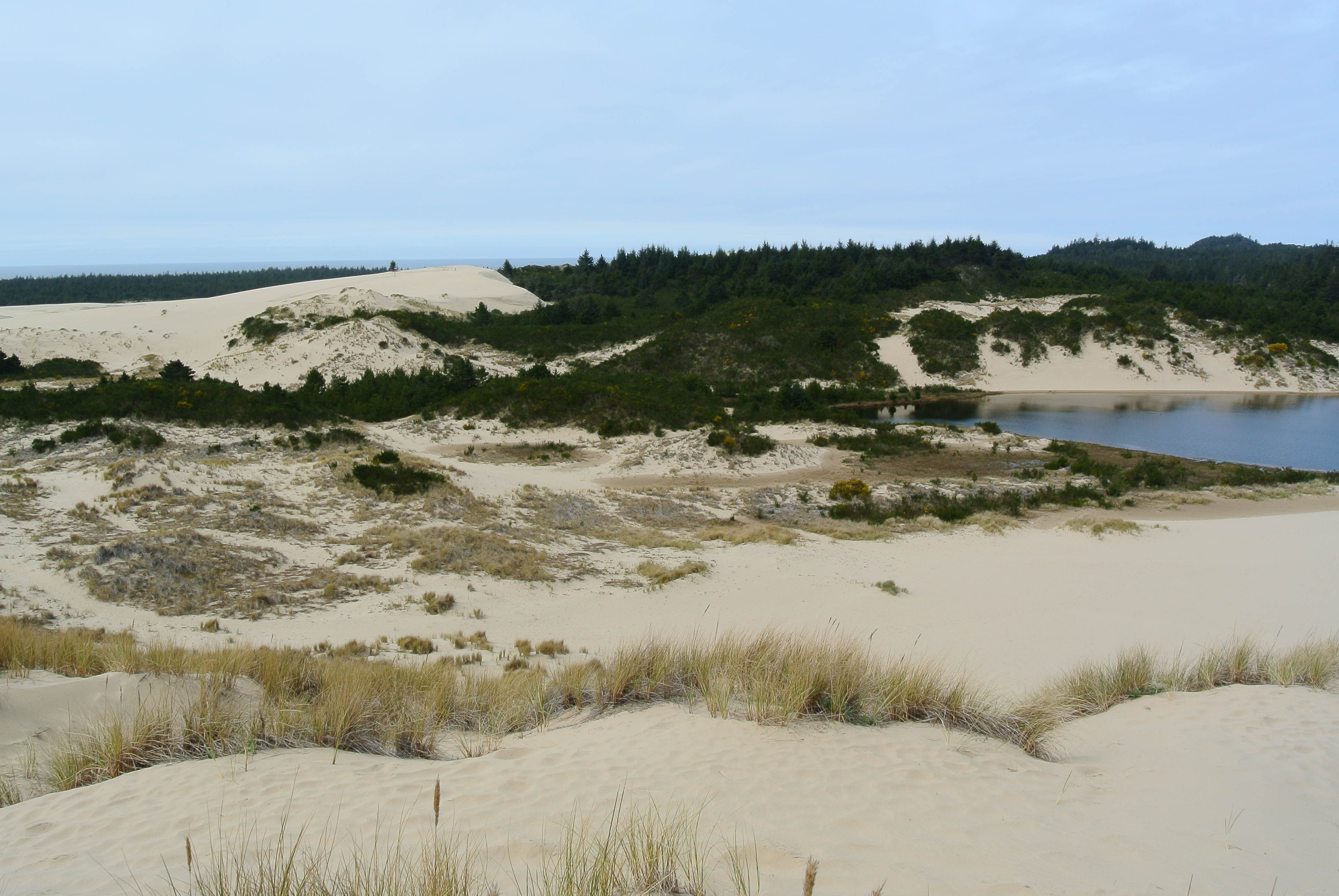
Lac Cleawox.
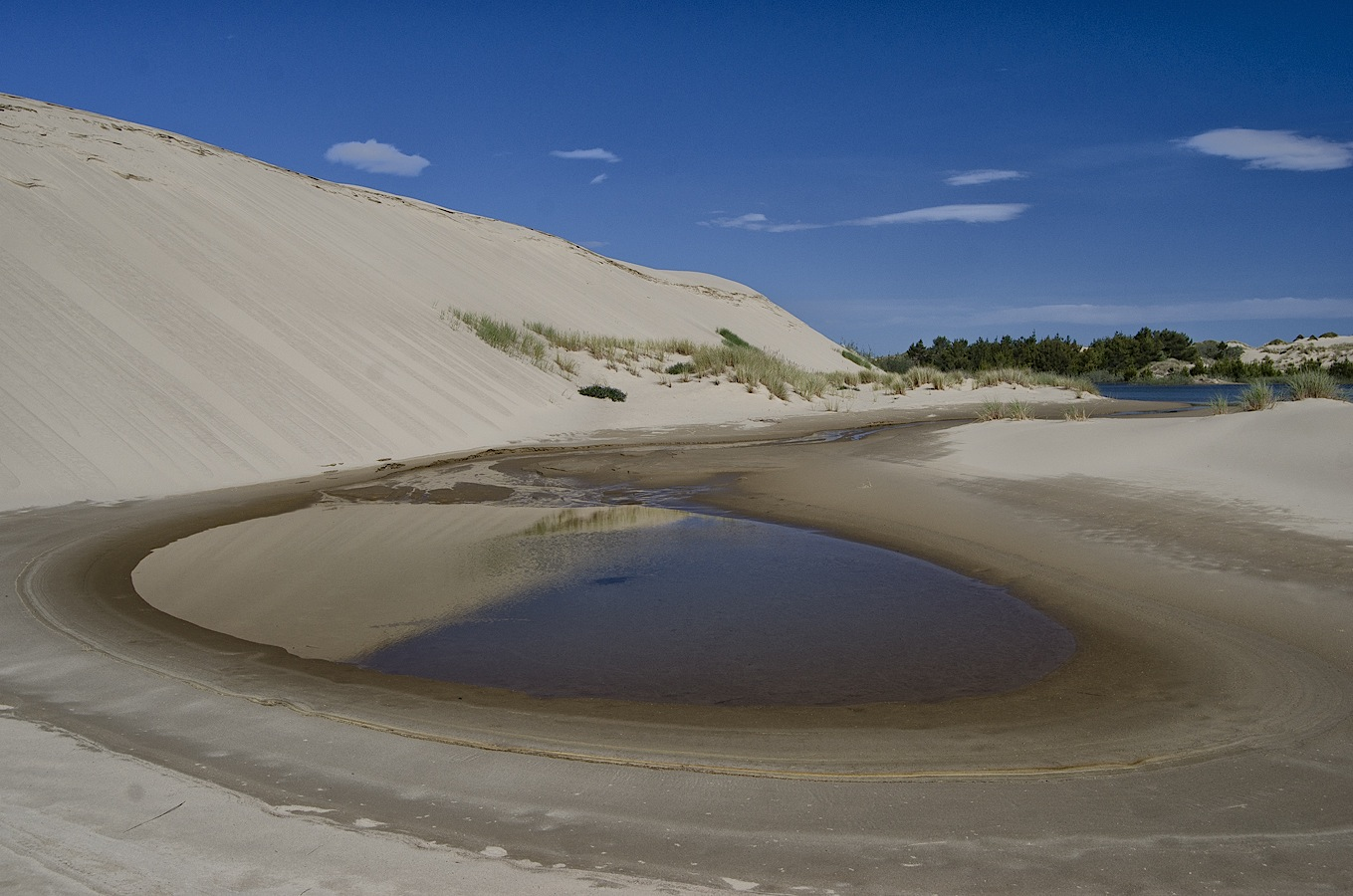
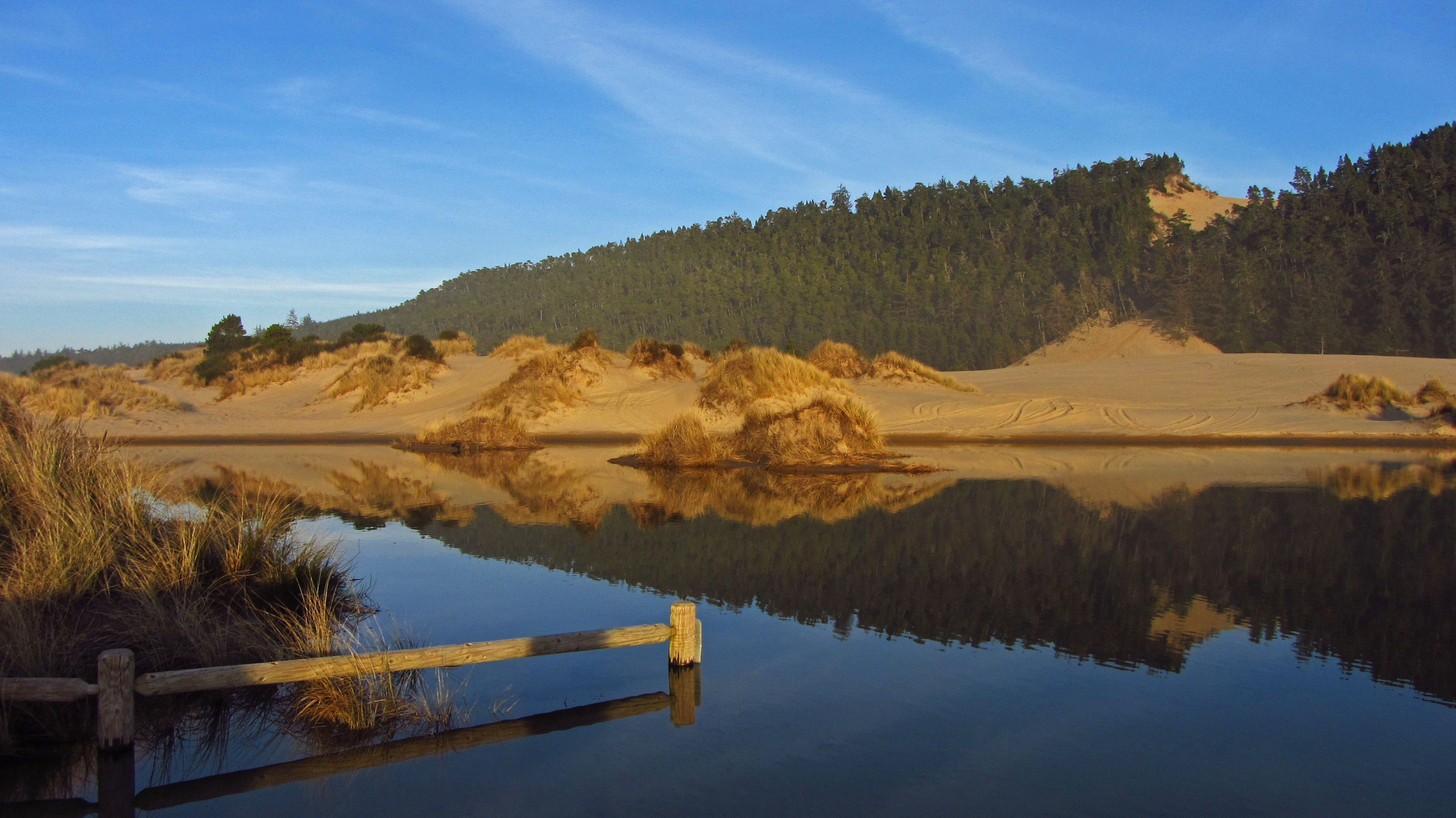
Banshee Hill.
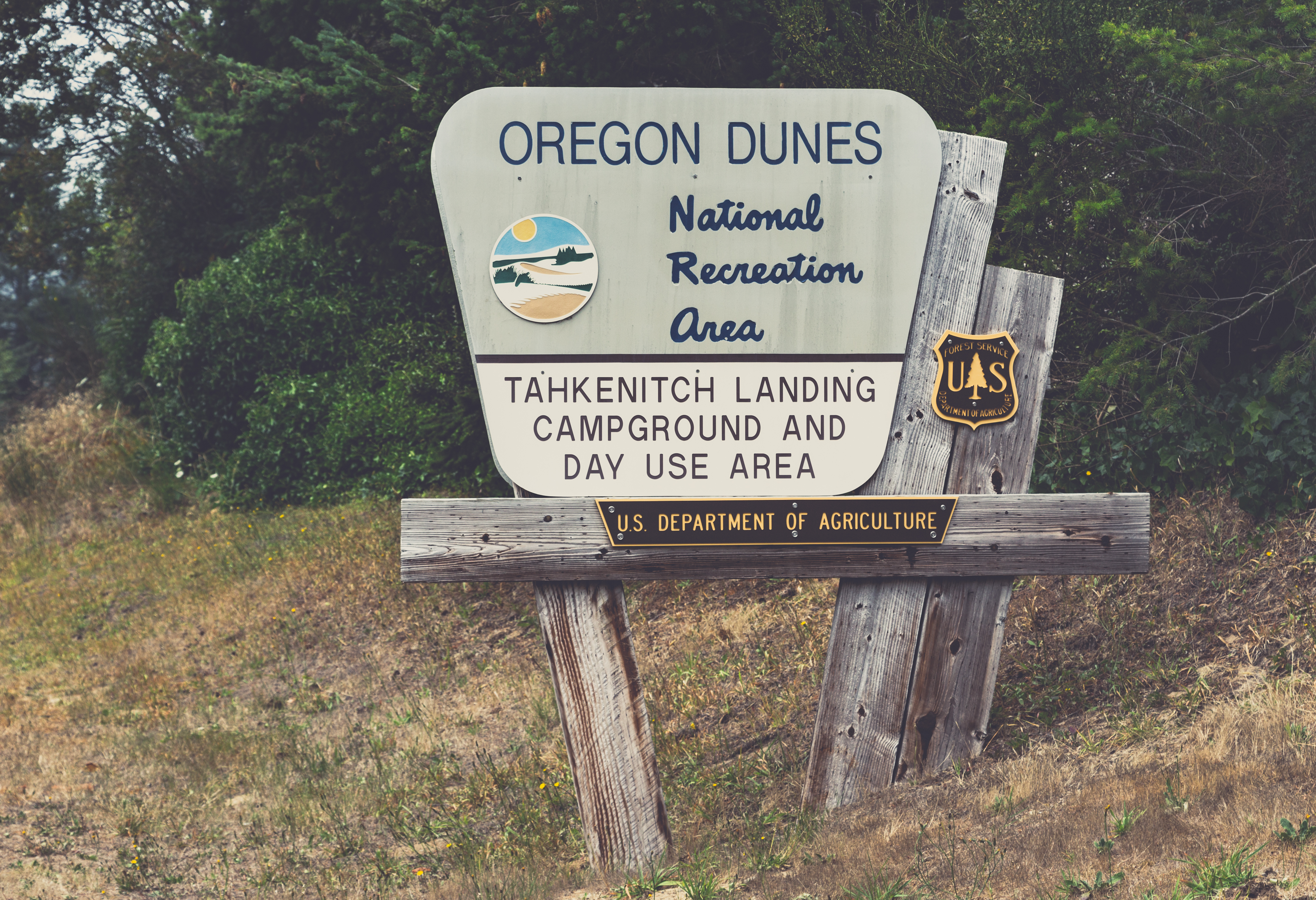
Signalisation de la zone récréative.
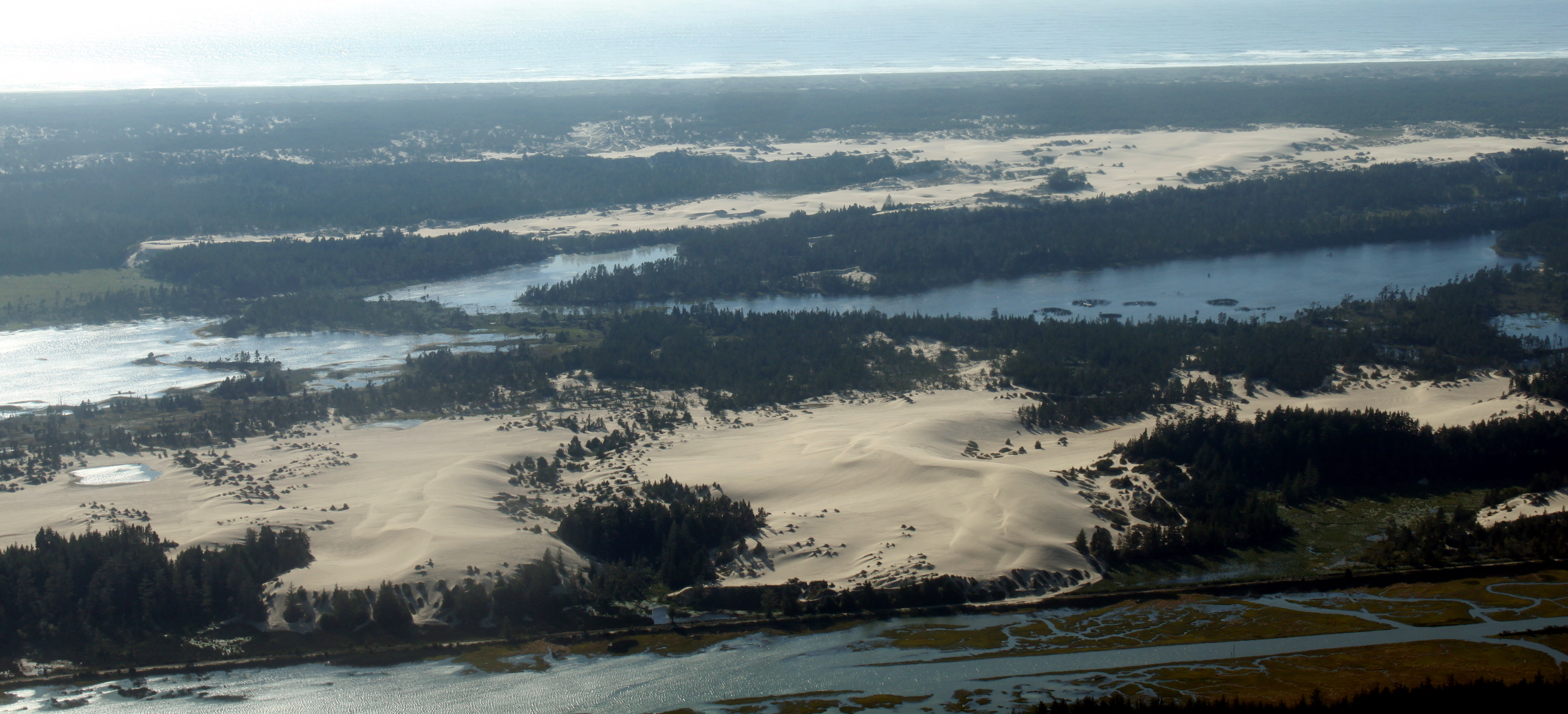
Près de Coos Bay.